# Förstakammarvalet i Sverige 1958
Förstakammarvalet i Sverige 1958 var ett val i Sverige till Sveriges riksdags första kammare. Valet hölls i den sjätte valkretsgruppen i september månad 1958 för mandatperioden 1959-1966.
Tre valkretsar utgjorde den sjätte valkretsgruppen: Kronobergs och Hallands läns valkrets, Göteborgs stads valkrets och Örebro läns valkrets. Ledamöterna utsågs av valmän från det landsting som valkretsarna motsvarade. För de städer som inte ingick i landsting var valmännen stadsfullmäktige.  
Ordinarie val till den sjätte valkretsgruppen hade senast ägt rum 1950.

## Valmän
| Landsting/ stadsfullmäktige | H    | C    | F    | S    | SKP | Totalt |
| --------------------------- | ---- | ---- | ---- | ---- | --- | ------ |
| Landsting/ stadsfullmäktige |      |      |      |      |     | Totalt |
| Göteborg                    | 7    | 0    | 20   | 23   | 7   | 57     |
| Kronoberg                   | 8    | 8    | 6    | 17   | 0   | 39     |
| Halland                     | 7    | 11   | 6    | 17   | 0   | 41     |
| Örebro                      | 6    | 4    | 14   | 32   | 1   | 57     |
| Totalt                      | 28   | 23   | 46   | 89   | 8   | 194    |
| %                           | 14,4 | 11,9 | 23,7 | 45,9 | 4,1 | 100,0  |

## Mandatfördelning
Den nya mandatfördelningen som gällde vid riksdagen 1959 innebar att Socialdemokraterna behöll egen majoritet. 
| Parti  | Parti                        | FK 1958 | 6:e valkretsgruppen | 6:e valkretsgruppen | 6:e valkretsgruppen | FK 1959 |
| Parti  | Parti                        | FK 1958 | Innan               | Efter               | Ändring             | FK 1959 |
| ------ | ---------------------------- | ------- | ------------------- | ------------------- | ------------------- | ------- |
|        | Socialdemokraterna           | 79      | 9                   | 9                   | ▬                   | 79      |
|        | Folkpartiet                  | 29      | 3                   | 6                   | ▲3                  | 32      |
|        | Centerpartiet                | 24      | 4                   | 2                   | ▼2                  | 22      |
|        | Högerpartiet                 | 16      | 2                   | 2                   | ▬                   | 16      |
|        | Sveriges kommunistiska parti | 3       | 2                   | 1                   | ▼1                  | 2       |
| Totalt | Totalt                       | 151     | 20                  | 20                  | ▬                   | 151     |

## Invalda riksdagsledamöter
Kronobergs och Hallands läns valkrets: 
- Ebbe Ohlsson, h
- Torsten Mattsson, c
- Gärda Svensson, c
- Nils Nestrup, fp
- Rune B. Johansson, s
- Eric Mossberger, s
- Ragnar Persson, s

Göteborgs stads valkrets:
- Gustaf Henry Hansson, h
- Erik Boheman, fp
- Carl Schmidt, fp
- Ingrid Segerstedt Wiberg, fp
- Sven Aspling, s
- Per Bergman, s
- Lisa Mattson, s
- Gunnar Öhman, k

Örebro läns valkrets:
- Gunnar Pettersson, fp
- Gustaf Sundelin, fp
- Åke Larsson, s
- Lars Lindahl, s
- Fridolf Wirmark, s